# FCR 2001 Duisburg
FCR 2001 Duisburg är en fotbollsklubb med damlag i 
Duisburg, Tyskland. Man spelar i de tyska damernas Bundesliga.
Klubben bildades den 8 juni 2001 genom en utbrytning ur damsektionen för fotboll i FCR Duisburg 55.
Den 22 maj 2009 vann man UEFA Women's Cup 2008/2009. 